# آزمون هوش وکسلر پیش دبستانی و ابتدایی
آزمون هوش وکسلر پیش دبستانی و ابتدایی (انگلیسی: Wechsler Preschool and Primary Scale of Intelligence) یک آزمون بهره هوشی است که برای کودکان ۲ سال ۶ ماه تا ۷ سال و ۷ ماه طراحی شده‌است که توسط دیوید وکسلر در سال ۱۹۶۷ طراحی شده‌است.